# 胡充妃
胡充妃（?—?），明太祖朱元璋妃，凤阳府临淮人，父亲（一说兄长）是定远卫都指挥胡泉。

## 生平
传说她开始守寡，朱元璋想要纳她为妾，她母亲不同意。后来她随军到淮安，朱元璋写信给赵君用，赵君用把胡氏母女送到朱元璋处，朱元璋纳为妾，龙凤十年三月初三（1364年4月5日），生楚昭王朱楨。明朝建立，封为充妃。胡充妃的侄子胡显官至都督佥事，洪武二十一年封为梁国公。永乐十年（1412年）二月，明成祖追谥胡充妃为昭敬。
野史《罪惟录》称胡充妃得宠，马皇后死后，朱元璋想要立她为皇后。宫中有堕胎扔到内河，内侍说是胡充妃所为，朱元璋杀死胡充妃，抛尸城外。楚王来朝，请求母亲的尸体而不得。

## 影视形象
- 2006年《朱元璋》甘婷婷 饰 胡玉儿